# Lista statków typu Liberty według numeru kadłuba (1351–1500)
Ta strona przedstawia listę statków typu Liberty posortowaną według numeru kadłuba nadanego przez Komisję Morską (ang. Maritime Commission).
| Numer MC  | Nazwa jednostki         | Patron             | Typ jednostki | Położenie stępki  | Wodowanie           | Los                                                |
| --------- | ----------------------- | ------------------ | ------------- | ----------------- | ------------------- | -------------------------------------------------- |
| 1351–1456 |                         |                    |               |                   |                     | nieprzydzielone                                    |
| 1457      | SS „William Coddington” | William Coddington | standardowy   | 27 czerwca 1942   | 27 listopada 1942   | złomowany w 1967                                   |
| 1458      | SS „John Clarke”        | John Clarke        | standardowy   | 11 lipca 1942     | 25 lutego 1943      | złomowany w 1968                                   |
| 1459      | SS „Samuel Gorton”      | Samuel Gorton      | standardowy   | 28 lipca 1942     | 6 kwietnia 1943     | złomowany w 1968                                   |
| 1460      | SS „James De Wolf”      | James De Wolf      | standardowy   | 15 sierpnia 1942  | 29 kwietnia 1943    | złomowany w 1961                                   |
| 1461      | SS „Lyman Abbott”       | Lyman Abbott       | standardowy   | 28 listopada 1942 | 22 kwietnia 1943    | złomowany w 1970                                   |
| 1462      | SS „Moses Brown”        | Moses Brown        | standardowy   | 26 lutego 1943    | 10 maja 1943        | złomowany w 1961                                   |
| 1463–1488 |                         |                    |               |                   |                     | nieprzydzielone                                    |
| 1489      | SS „James M. Wayne”     | James M. Wayne     | standardowy   | 6 lipca 1942      | 13 marca 1943       | złomowany w 1967                                   |
| 1490      | SS „William B. Woods”   | William B. Woods   | standardowy   | 21 lipca 1942     | 7 kwietnia 1943     | storpedowany i zatopiony w pobliżu Palermo w 1944  |
| 1491      | SS „Joseph R. Lamar”    | Joseph R. Lamar    | standardowy   | 1 sierpnia 1942   | 29 kwietnia 1943    | złomowany w 1961                                   |
| 1492      | SS „Thomas Todd”        | Thomas Todd        | standardowy   | 14 sierpnia 1942  | 19 maja 1943        | złomowany w 1971                                   |
| 1493      | SS „Robert Trimble”     | Robert Trimble     | standardowy   | 29 sierpnia 1942  | 21 czerwca 1943     | sprzedany w prywatne ręce w 1947, złomowany w 1963 |
| 1494      | SS „John Catron”        | John Catron        | standardowy   | 3 września 1942   | 11 lipca 1943       | złomowany w 1972                                   |
| 1495      | SS „John McKinley”      | John McKinley      | standardowy   | 23 marca 1943     | 31 lipca 1943       | złomowany w 1967                                   |
| 1496      | SS „John A. Campbell”   | John A. Campbell   | standardowy   | 13 kwietnia 1943  | 14 sierpnia 1943    | złomowany w 1968                                   |
| 1497      | SS „John M. Harlan”     | John M. Harlan     | standardowy   | 5 maja 1943       | 29 sierpnia 1943    | złomowany w 1966                                   |
| 1498      | SS „Howell E. Jackson”  | Howell E. Jackson  | standardowy   | 22 maja 1943      | 6 września 1943     | złomowany w 1962                                   |
| 1499      | SS „Edward D. White”    | Edward D. White    | standardowy   | 22 czerwca 1943   | 20 września 1943    | złomowany w 1970                                   |
| 1500      | SS „Horace H. Lurton”   | Horace H. Lurton   | standardowy   | 12 lipca 1943     | 7 października 1943 | sprzedany w prywatne ręce w 1947, złomowany w 1968 |